# Hälsinge-Gästriklands och Jämtlands tre, fyra och femmänningsbataljon
Helsinge 3-, 4- och 5-männingsbataljon var ett infanteriförband med ett par kompanier beridna dragoner inom svenska armén som verkade i olika former åren 1700–1719. Förbandet var en s.k. männingsbataljon med manskap från i Hälsingland, Gästrikland och Jämtland.

## Historik
Bataljonen sattes upp år 1701 under det stora nordiska kriget. Inledningsvis omfattade bataljonen 400 man 3-männingar från Västernorrland (Hälsingland och Gästrikland) och Jämtland, men utökades år 1702 med 240 man 5-männingar. Till dessa anslöt år 1710 250 man 4-männingsdragoner från Jämtland och år 1715 ställdes bataljonen under Hälsinge regemente "såsom en särskild bataljon" under befäl av chefen för Hälsinge regemente. 
Bataljonen kallades dels Hälsinge och Gästrike tre- och femmännings samt Jämtlands fyrmänningsbataljon, eller Västernorrlands och Jemtlands tremänningar.
Vid upplösningen år 1719 delades bataljonen mellan Jämtlands- och Hälsinglands regementen. Bataljonen var i hemorten och bevakade gränsen mot Norge under kriget, samt deltog år 1718 i Armfeldts anfall mot Trondhjem.

## Förbandschefer
- 1700–1709 Carl Björnberg
- 1709–1710 M. Planting-Berglod
- 1710–1718 J.H. Böckler
- 1718–1719 G.R. Skogh